# Трипари
Трипари (хрв. Tripari) је насељено место у општини Вишњан, Истарска жупанија, Хрватска.

## Историја
До територијалне реорганизације у Хрватској били су у саставу старе општине Пореч. Као самостално насеље, Трипари постоји од пописа из 2011. године.

## Становништво
На попису становништва из 2011. године, Трипари су имали 21 становника.